# ستارت 1
ستارت 1 (بالإنجليزية: START I)‏ هي (معاهدة الحد من الأسلحة الاستراتيجية)(Strategic Arms Reduction Treaty) معاهدة ثنائية بين الولايات المتحدة الأمريكية واتحاد الجمهوريات الاشتراكية السوفياتية (الاتحاد السوفياتي) على الحد من الأسلحة الهجومية الاستراتيجية. تم توقيع المعاهدة في 31 تموز عام 1991، ودخلت حيز التنفيذ في 5 ديسمبر عام 1994. [1] منعت معاهدة الموقعين عليها من نشر أكثر من 6000 رأس نووي فوق ما مجموعه 1600 صواريخ بالستية عابرة للقارات والقاذفات. التفاوض على ستارت 1 أكبر وأعقد معاهدة الحد من الأسلحة في التاريخ، ونتج عن التنفيذ النهائي في أواخر عام 2001 في ازالة نحو 80 في المئة من جميع الأسلحة النووية الاستراتيجية في الوجود. التي اقترحها رئيس الولايات المتحدة رونالد ريغان، أعيدت تسميته ستارت بـ ستارت الأولى بعد أن بدأت المفاوضات حول معاهدة ستارت الثانية.
انتهت معاهدة ستارت 1، في 5 ديسمبر 2009. وفي 8 نيسان 2010، تم استبدالها بمعاهدة ستارت الجديدة التي تم التوقيع عليها في براغ من قبل الرئيس الأمريكي باراك أوباما والرئيس الروسي ديمتري ميدفيديف. بعد التصديق عليها من قبل مجلس الشيوخ الأمريكي والجمعية الفدرالية الروسية، دخلت حيز التنفيذ في 26 كانون الثاني عام 2011.

## اقتراحها
تم الإعلان عن اقتراح ستارت أول مرة من قبل رئيس الولايات المتحدة رونالد ريغان في خطاب المباشرة في جامعته، بكلية يوريكا يوم 9 مايو عام 1982، [2] والتي قدمها الرئيس ريغان في جنيف في 29 حزيران 1982. مقترح ريغان هو خفض كبير الأسلحة الاستراتيجية على مرحلتين، وهو ما يشار إلى سالت الثالث في ذلك الوقت. [3] وستكون المرحلة الأولى خفض عدد الرؤوس الحربية الموجه الشاملة على أي نوع الصاروخ إلى 5000، مع الحد إضافي من 2500 للصواريخ العابرة للقارات. بالإضافة إلى ذلك، سيتم السماح فقط ب 850 صاروخا عابرا للقارات، مع الحد إلى 110 صواريخ «صواريخ ثقيلة» مثل SS-18، مع حدود إضافية على «الوزن رمي» مجموعه من الصواريخ أيضا. أدخلت المرحلة الثانية حدود مماثلة على القاذفات الثقيلة ورؤوسها الحربية، وأنظمة الاستراتيجية الأخرى كذلك.
في الوقت الذي كان فيه الولايات المتحدة تتفوق في القاذفات الاستراتيجية B-52، كان التهديد الاستراتيجي بشكل موثوق به ولكن كانت مجهزة فقط مع صواريخ AGM-86 كروز، ابتداء من عام 1982، بسبب التحسينات الدفاع الجوي السوفيتية في 1980s في وقت مبكر. الولايات المتحدة أيضا بدأت لإدخال B-1B لانسر مهاجم جديد شبه الشبح وتطوير مشروع التكنولوجيا المتقدمة منفذها (ت) من شأنه أن يؤدي في نهاية المطاف في B-2 روح مفجر الشبح. وكانت قوة الاتحاد السوفييتي التهديد القليل إلى الولايات المتحدة، من جهة أخرى، كما كلف ذلك تماما تقريبا مع مهاجمة قوافل الولايات المتحدة في المحيط الأطلسي والأهداف الأرض على اوراسيا. على الرغم من أن الاتحاد السوفييتي كان 1200 القاذفات المتوسطة والثقيلة، فقط 150 منهم (توبوليف 95s وMyasishchev M-4S) يمكن أن تصل إلى أمريكا الشمالية (وهذا الأخير فقط مع على متن الطائرة للتزود بالوقود). كما أنهم يواجهون مشاكل صعبة في اختراق أصغر المسلم وأقل دافع بشدة الولايات المتحدة المجال الجوي. تمتلك عدد قليل جدا من المفجرين المتوفرة عند مقارنة أرقام مهاجم الولايات المتحدة كان مسوى بها القوات الأمريكية الحاجة إلى اختراق المجال الجوي السوفيتي أكبر حجما وأثقل ودافع. تغير هذا عندما ظهر جديد تو-95MS وتوبوليف 160 المفجرين في عام 1984 مزودة بصواريخ كروز السوفيتي AS-15 الأولى. عن طريق الحد من مرحلة في كما اقترح ذلك، ستترك الولايات المتحدة مع ميزة إستراتيجية، لبعض الوقت